# Totální efektivnost zařízení
Totální efektivnost zařízení, anglicky Total Effective Equipment Performance (TEEP), je odvozeným ukazatelem metodiky OEE (celková efektivnost zařízení). TEEP posuzuje efektivnost zařízení vztaženou ke kalendářnímu času (tedy k 24 hodinám denně, 7 dnům v týdnu a 365 dnům v roce). Na rozdíl od OEE ve výpočtu zohledňuje plánované prostoje. Pokud by chod zařízení byl plánován na 24 hodin denně, 7 dnů v týdnu a 365 dní v roce, pak TEEP odpovídá OEE.

## Definice
TEEP lze vyjádřit vztahem:
TEEP = Užitečný čas zařízení / Kalendářní čas,
nebo:
TEEP = Loading x Availability x Performance x Quality,
TEEP = Loading x OEE,
kde
- Loading (dostupnost) – poměr mezi disponibilním časem a kalendářním časem
- Availability (využití) – poměr mezi výrobním časem a disponibilním časem
- Performance (výkon) – poměr mezi čistým výrobním časem a výrobním časem
- Quality (kvalita) – poměr mezi užitečným výrobním časem a čistým výrobním časem
- OEE - Overall Equipment Effectiveness, celková efektivnost zařízení

Pro praktický výpočet uvedených ukazatelů se používají následující definice a vztahy.

### Loading
Poměr mezi disponibilním časem a kalendářním časem. Disponibilním časem se myslí očekávaná doba chodu zařízení. Kalendářní čas je 24 hodin denně, 7 dnů v týdnu a 365 dní v roce. Pro výpočet se používá vzorec v tomto tvaru:
Loading = Loading Time / Calendar Time,
kde
- Loading Time – očekávaná doba běhu zařízení
- Calendar Time – kalendářní čas

### Availability
Poměr mezi výrobním časem a disponibilním časem. Výrobním časem se myslí doba, kdy je zařízení v chodu. Disponibilním časem se pak myslí očekávaná doba chodu zařízení. Pro výpočet se používá vzorec v tomto tvaru:
Availability = Operating Time / Loading Time,
kde
- Operating Time – skutečná doba běhu zařízení
- Loading Time – očekávaná doba běhu zařízení

### Performance
Poměr mezi skutečným výstupem a plánovaným výstupem. Pro výpočet se používá vzorec v těchto tvarech:
Performance = Total Output / Potential Output,
Performance = (Total Output * Ideal Cycle Time) / Operating Time,
kde
- Total Output – celkový počet vyrobených kusů
- Potential Output – plánovaný počet vyrobených kusů
- Ideal Cycle Time – plánovaná délka cyklu (výroby jednoho kusu)
- Operating Time – skutečná doba běhu zařízení

### Quality
Poměr mezi výstupem kvalitních výrobků a výstupem všech výrobků. Pro výpočet se používá vzorec v tomto tvaru:
Quality = Good Output / Total Output,
kde
- Good Output – počet vyrobených kvalitních kusů
- Total Output - celkový počet vyrobených kusů

## Příklad výpočtu
Zjištěné hodnoty z výroby:
Zařízení běžící ve třísměnném provozu má definován disponibilní čas: 22 hod a 50 min
Zařízení bylo ve skutečnosti v běhu: 16 hod 4 min a 29 s
Zařízení během této doby vyrobilo: 2000 kusů
Z toho shodných kusů bylo: 1970 kusů
Předepsaná délka cyklu je: 28,3 s
Výpočet:
Availability = Operating Time / Loading Time
Availability = 16,075 hod / 22,83 hod = 0,704 = 70,4 %
Performance = (Total Output * Ideal Cycle Time) / Operating Time
Performance = (2000 * 28,3 s) / 16,075 hod = 0,979 = 97,9 %
Quality = Good Output / Total Output
Quality = 1970 ks / 2000 ks = 0,985 = 98,5 %
OEE = Availability x Performance x Quality
OEE = 0,704 * 0,979 * 0,985 = 0,679 = 67,9 %
Loading = 22 hod 50 min / 24 hod = 0,951 = 95,1 %
TEEP = 0,951 * 0,704 * 0,979 * 0,985 = 0,679 = 0,646 = 64,6 %